# سیارک ۱۷۹۹۲
سیارک ۱۷۹۹۲ (به انگلیسی: 17992 Japellegrino، نامگذاری:1999JR65) هفده هزار و نهصد و نود و دومین سیارک کشف شده‌است که در ۱۲ مه ۱۹۹۹ کشف شد.
قدر مطلق سیارک برابر ۱۱.۷ است.